# Euxoa rebeli
Euxoa rebeli là một loài bướm đêm trong họ Noctuidae.